# Matt Walst
Matt Walst (* 28. prosince 1983, Asphodel-Norwood, Kanada) je kanadský zpěvák a textař. Proslavil se především jako frontman skupiny Three Days Grace, ve které působí i jeho bratr Brad, a My Darkest Days.

## Kariéra

### My Darkest Days (2005–2013)
V roce 2005 založil kapelu My Darkest Days s Reidem Henrym, Brandonem McMillanem a Dougem Oliverem. Kapela se inspirovala od kapel jako Nickelback, Metallica a Pearl Jam. Nahrávací smlouvu podepsala s vydavatelstvím 604 Records, které vlastní Chad Kroeger, frontman Nickelback. Tento krok je také podpořil v práci na prvním albu My Darkest Days. V roce 2012 vydal s My Darkest Days druhé studiové album Sick and Twisted Affair společně se singlem „Casual Sex“.

### Three Days Grace (2013–současnost)
V roce 2013 se Matt Walst stal dočasným hlavním zpěvákem na turné Three Days Grace poté, co jejich frontman Adam Gontier opustil kapelu z osobních důvodů.
Jeho nevlastní bratr Brad Walst působí v kapele jako baskytarista. Matt Walst již v minulosti napsal dvě písně pro album Three Days Grace. V roce 2014 se stal stálým členem skupiny. Jen o tři dny od přivítání nového člena skupiny, vyšel jejich první singl „Painkiller“. Druhý singl, který vyšel pod novým hlavním zpěvákem, se jmenoval „I Am Machine“.
V roce 2024 skupina Three Days Grace oznámila, že se Adam Gontier oficiálně vrátil do kapely a že Walst také zůstane jako zpěvák, čímž se kapela stala dvojhlasou.

## Diskografie

#### My Darkest Days
- My Darkest Days (2010)
- Sick and Twisted Affair (2012)

#### Three Days Grace
- Human (2015)
- Outsider (2018)
- Explosions (2022)
- Alienation (2025)